# Nicolai Edinger Balle

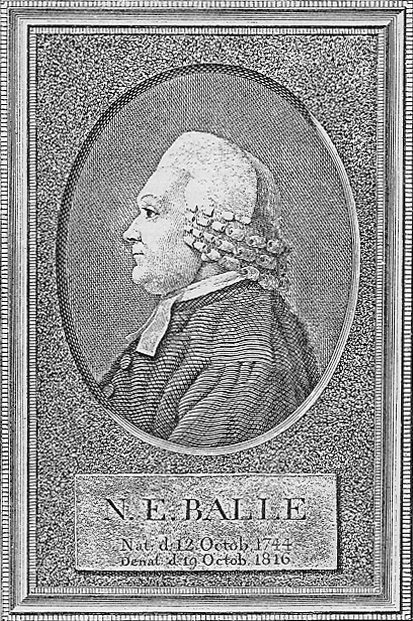
Nicolai Edinger Balle.

Nicolai Edinger Balle, född den 12 oktober 1744,  död den 19 oktober 1816, var en dansk biskop.
Balle föddes på Lolland där hans far var klockare. Han utgick 1762 som student från Slagelse skola och blev 1765 teologie kandidat, studerade därefter i Leipzig och Göttingen, där man till och med erbjöd honom en professur, samt återvände till Danmark 1770.
Året därpå blev han lantpräst, men redan 1772 teologie professor vid universitetet och 1774 tillika hovpredikant. År 1782 blev han medhjälpare hos sin svärfar, biskop Harboe, och efter dennes död 1783 Själlands biskop.

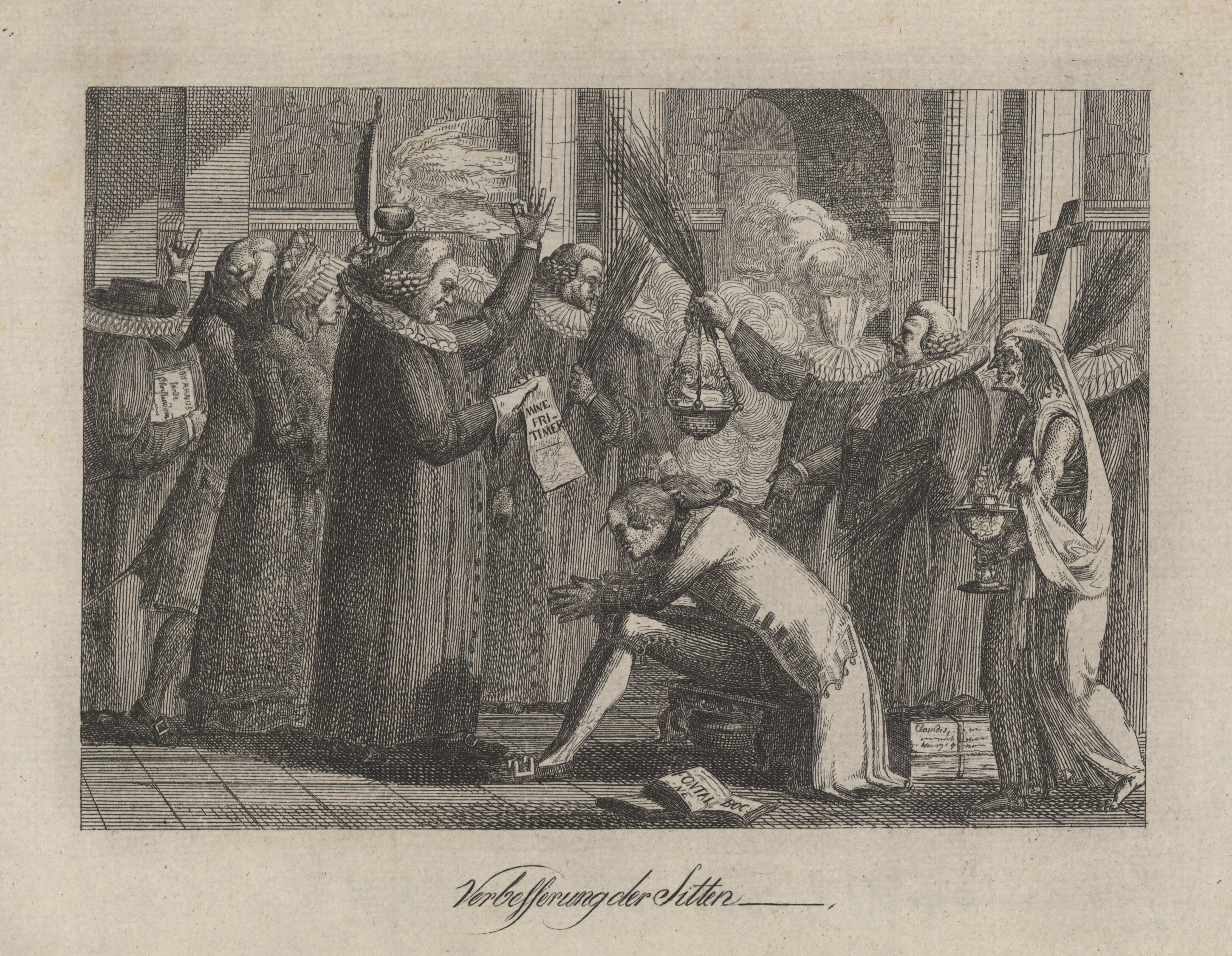
Kopparstick från 1784. Bruun tar emot kristendomsundervisning av Nicolai Edinger Balle efter att ha dömts till detta straff för sin bok "Mine Fritimer" i 1783.

Även om han personligen önskade kyrkliga reformer (han fick 1783 exorcismen avskaffad vid dopet) och i synnerhet ändringar i liturgin, motsatte han sig likväl kraftigt Bastholms vittgående förslag härom 1785 och tog de gamla kyrkobruken i försvar. 
Däremot samarbetade han med Bastholm vid utarbetandet av Lærebog i den evangelisk kristelige Religion (1791), där rationalismens strävan att göra pliktuppfyllelsen till religionens centrum gjorde sig starkt gällande. Boken blev 1794 påbjuden i skolorna och användes i över 60 år.
Liknande eftergifter för rationalismen gjordes i den under Balles medverkan utgivna Evangelisk kristelige Psalmebog (1798), där all poetisk saft och religiös kraft i de gamla psalmerna blev utvattnade genom omskrivningar. Även den var i bruk ett par mansåldrar. Men även om Balle försökte närma sig upplysningen, uppträdde han likväl med kraft mot det som han uppfattade som vantro. 
År 1793 började han att varje vecka hålla bibelförklaringar under starkt tillopp av åhörare, men också beledsagade av starka angrepp. Vidare utgav han veckobladet Pligtankeret (2 band 1793–1796) och Bibelen forsvarer sig selv (4 band 1797–1802) emot den utpräglade rationalisten Otto Horrebow. 
Han lyckades också vinna stor tillslutning, så att han 1798 hedrades med en guldmedalj: Religionens ven, statens ven. Han blev däremot skarpt kritiserad då han 1783 för regeringen anmälde Thomas Christopher Bruuns dikter Mine Fritimer och ännu mera, då han 1796 anklagade Malthe Conrad Bruuns Aristokraternes Katekismus för dess angrepp på konungadömet.
Allmän vördnad vann han däremot, då han 1807 under Köpenhamns bombardemang gick omkring på vallarna, personligen uppmuntrande och tröstande soldaterna. Han visade mycket intresse för allmogeskolans utveckling och var 1789–1814 medlem av en för denna fråga tillsatt kommitté; däremot vägrade han att ta plats i en liknande kommitté för de lärda skolorna 1797, ända tills man avstod från att införa Joachim Heinrich Campes rationalistiska religionslärobok i dessa skolor.
Balle efterträdde 1800 Bastholm som kunglig konfessionarius, men sorg över hans andra hustrus död och en sons ohederlighet förmådde honom att 1808 lämna sina ämbeten.